# Christian Brüls
Christian Brüls, né le 30 septembre 1988 à Malmedy en Belgique, est un footballeur belge qui joue au poste de milieu de terrain au SK Beveren.

## Biographie

### Formation et débuts professionnels
Christian Brüls est issu d'une famille germanophone belge mais il maîtrise également la langue néerlandaise et le français. Il fait ses classes au FC Grün-Weiss Amblève, avant de poursuivre sa carrière au KAS Eupen, club de deuxième division belge, en parallèle d'une formation de menuisier. À 16 ans, il commence chez les professionnels en deuxième division belge, où il se crée une bonne réputation par son abnégation et sa qualité technique. Il attire ainsi l'attention du club néerlandais du MVV Maastricht, équipe évoluant en deuxième division néerlandaise, bien qu'il ait signé chez le club turc de Trabzonspor avant. Après un accord entre les deux clubs, il obtient le droit de jouer pour le club néerlandais. Là bas, il convainc en réalisant deux saisons pleines, permettant au joueur d'envisager un changement de cap vers la première division.

### Passage en Jupiler League
En 2010, il signe un contrat avec le KVC Westerlo, équipe avec laquelle il découvre la 1re division belge. Réalisant une bonne saison à l'issue de laquelle il est élu révélation du championnat, il s'engage en 2011 en faveur de La Gantoise, toujours en D1 belge. Il acquiert rapidement une place de titulaire explose dans le club gantois avec une très bonne première saison, terminant troisième du championnat avec son club, avec une qualification pour la Ligue Europa. Sa deuxième saison est jugée plus mitigée, sa contribution au rendement offensif de l'équipe étant plus faible avec beaucoup moins de passes décisives. Lors d'un entretien avec le magazine belge Het Laatste Nieuws, Brüls révèle qu'il fumait "10 à 15 cigarettes par jour" lorsqu'il était encore un joueur de Westerlo.

### OGC Nice
En 2013, Christian Brüls quitte une nouvelle fois sa Belgique natale et signe pour une durée d'un an à l'OGC Nice sous la forme d'un prêt accompagné d'une option d'achat de 2,5 millions d'euros. Il découvre son sixième club à bientôt 25 ans. 
Brüls ne tarde pas à s'intégrer à sa nouvelle équipe. Le 15 septembre 2013, celui que ses coéquipiers surnomment amicalement "Tintin" (en rapport avec sa nationalité et la houppette de sa coupe de cheveux) se distingue lors du match contre le LOSC où il adresse deux passes décisives inspirées dont une talonnade pour Darío Cvitanich. La semaine suivante, il marque son premier but en Ligue 1 pour la première de l'OGC Nice dans l'Allianz Riviera en poussant le ballon de la tête dans le but grand ouvert et signe une troisième passe décisive dans un match gagné 4-0, encore pour Cvitanich. Le 18 octobre, il reçoit le trophée de l'aiglon du mois, récompensé par les supporters de son bon mois de septembre. À la mi-saison, il a pris part à l'intégralité des 19 matchs de championnat pour un but marqué et quatre passes décisives données.
Brüls commence bien l'année 2014 puisqu'il scelle d'un but du pied gauche la qualification de l'OGCN pour les 16e de finale de la Coupe de France contre le FC Nantes . Le 15 janvier, il donne sa cinquième passe décisive toutes compétitions confondues à Timothée Kolodziejczak lors des 1/4 de finale de la Coupe de la Ligue, malgré l'élimination du club contre Nantes. Le 18 janvier contre l'AC Ajaccio, il ouvre le score d'un coup franc direct au début d'une rencontre remportée 2-0. Trois jours plus tard, il s'illustre une nouvelle fois en Coupe de France et c'est d'un pénalty qu'il participe à l'élimination de l'Olympique de Marseille au Stade Vélodrome, en marge d'un match épique gagné 5-4 par la jeune équipe niçoise.
Malgré des débuts intéressants et un bon mois de janvier, Brüls perd peu à peu sa place de titulaire et devient remplaçant dans l'équipe de Claude Puel au profit de Valentin Eysseric. En mai 2014, l'entraîneur niçois annonce que l'aventure à Nice ne se prolongera pas avec le joueur.

### Stade rennais
Le 30 juillet 2014, il signe un contrat de trois ans avec le Stade rennais. Ne jouant que très peu avec le club breton, il est prêté le 18 août 2015 au Standard de Liège, avec option d'achat. À son retour en France, il n'est pas utilisé par le nouvel entraîneur rennais Christian Gourcuff, et quitte la Bretagne le 31 janvier 2017 pour retourner au KAS Eupen.

### Championnat chypriote puis retour en Belgique
Christian Brüls quitte ensuite Eupen pour le Paphos Football Club (Chypre) avant de retourner en Belgique à Westerlo puis à Saint-Trond.

## Style de jeu
Christian Brüls est un milieu de terrain polyvalent possédant une bonne vision du jeu, se décrivant lui-même comme un joueur "créatif". Bien que porté vers le jeu offensif grâce à sa qualité technique lui permettant d'éliminer des défenseurs, c'est aussi un joueur travailleur participant à l'effort défensif. Son entraîneur au Stade rennais Philippe Montanier dit qu'il est également "capable de tirer les coups de pied arrêtés". Il est cependant régulièrement montré du doigt pour son manque d'efficacité devant le but, malgré de bonnes statistiques dans le domaine des passes décisives.

## Statistiques

### En club
| Saison                | Club                     | Championnat           | Championnat | Championnat | Championnat | Coupe nationale | Coupe nationale | Coupe nationale | Coupe de la Ligue | Coupe de la Ligue | Coupe de la Ligue | Compétition(s) continentale(s) | Compétition(s) continentale(s) | Compétition(s) continentale(s) | Compétition(s) continentale(s) | Autres compétitions | Autres compétitions | Autres compétitions | Autres compétitions | Total | Total | Total |
| Saison                | Club                     | Division              | M.          | B.          | P.d.        | M.              | B.              | P.d.            | M.                | B.                | P.d.              | Comp.                          | M.                             | B.                             | P.d.                           | Comp.               | M.                  | B.                  | P.d.                | M.    | B.    | P.d.  |
| 2005-2006             | KAS Eupen                | Division 2            | 8           | 0           | 0           | -               | -               | -               | -                 | -                 | -                 | -                              | -                              | -                              | -                              | -                   | -                   | -                   | -                   | 8     | 0     | 0     |
| 2006-2007             | KAS Eupen                | Division 2            | 25          | 1           | 0           | 3               | 0               | 0               | -                 | -                 | -                 | -                              | -                              | -                              | -                              | -                   | -                   | -                   | -                   | 28    | 1     | 0     |
| 2007-2008             | KAS Eupen                | Division 2            | 31          | 4           | 0           | 2               | 0               | 0               | -                 | -                 | -                 | -                              | -                              | -                              | -                              | -                   | -                   | -                   | -                   | 33    | 4     | 0     |
| Sous-total            | Sous-total               | Sous-total            | 64          | 5           | 0           | 5               | 0               | 0               | -                 | -                 | -                 | -                              | -                              | -                              | -                              | -                   | -                   | -                   | -                   | 69    | 5     | 0     |
| 2008-2009             | MVV Maastricht (prêt)    | Eerste Divisie        | 32          | 3           | 11          | 1               | 0               | 0               | -                 | -                 | -                 | -                              | -                              | -                              | -                              | PO                  | 4                   | 0                   | 1                   | 37    | 3     | 12    |
| 2009-2010             | MVV Maastricht           | Eerste Divisie        | 33          | 4           | 10          | 1               | 0               | 0               | -                 | -                 | -                 | -                              | -                              | -                              | -                              | -                   | -                   | -                   | -                   | 34    | 4     | 10    |
| Sous-total            | Sous-total               | Sous-total            | 65          | 7           | 21          | 2               | 0               | 0               | -                 | -                 | -                 | -                              | -                              | -                              | -                              | -                   | 4                   | 0                   | 1                   | 71    | 7     | 22    |
| 2010-2011             | KVC Westerlo             | Division 1            | 28          | 4           | 2           | 5               | 0               | 1               | -                 | -                 | -                 | -                              | -                              | -                              | -                              | PO2                 | 6                   | 1                   | 0                   | 39    | 5     | 3     |
| 2011-2012             | KVC Westerlo             | Division 1            | 5           | 0           | 2           | -               | -               | -               | -                 | -                 | -                 | C3                             | 3                              | 1                              | 0                              | -                   | -                   | -                   | -                   | 8     | 1     | 2     |
| Sous-total            | Sous-total               | Sous-total            | 33          | 4           | 4           | 5               | 0               | 1               | -                 | -                 | -                 | -                              | 3                              | 1                              | 0                              | -                   | 6                   | 1                   | 0                   | 47    | 6     | 5     |
| 2011-2012             | KAA La Gantoise          | Division 1            | 25          | 1           | 13          | 4               | 0               | 2               | -                 | -                 | -                 | -                              | -                              | -                              | -                              | PO1+BE              | 9+2                 | 3+0                 | 2+1                 | 40    | 4     | 18    |
| 2012-2013             | KAA La Gantoise          | Division 1            | 23          | 2           | 5           | 4               | 0               | 1               | -                 | -                 | -                 | C3                             | 4                              | 0                              | 2                              | PO2+BE              | 6+4                 | 0+1                 | 1+0                 | 41    | 3     | 9     |
| Sous-total            | Sous-total               | Sous-total            | 48          | 3           | 18          | 8               | 0               | 3               | -                 | -                 | -                 | -                              | 4                              | 0                              | 2                              | -                   | 21                  | 4                   | 4                   | 81    | 7     | 27    |
| 2013-2014             | OGC Nice (prêt)          | Ligue 1               | 34          | 2           | 5           | 3               | 2               | 0               | 1                 | 0                 | 1                 | -                              | -                              | -                              | -                              | -                   | -                   | -                   | -                   | 38    | 4     | 6     |
| 2014-2015             | Stade rennais FC         | Ligue 1               | 9           | 0           | 3           | 2               | 0               | 1               | 1                 | 0                 | 0                 | -                              | -                              | -                              | -                              | -                   | -                   | -                   | -                   | 12    | 0     | 4     |
| 2015-2016             | Standard de Liège (prêt) | Division 1            | 10          | 1           | 0           | 3               | 1               | 0               | -                 | -                 | -                 | C3                             | 1                              | 0                              | 1                              | PO2                 | -                   | -                   | -                   | 14    | 2     | 1     |
| 2016-2017             | KAS Eupen                | Division 1A           | 6           | 0           | 1           | 1               | 0               | 0               | -                 | -                 | -                 | -                              | -                              | -                              | -                              | PO2                 | 10                  | 1                   | 3                   | 17    | 1     | 4     |
| 2017-2018             | Paphos FC                | Cyta Championship     | 23          | 1           | 3           | -               | -               | -               | -                 | -                 | -                 | -                              | -                              | -                              | -                              | PO                  | 6                   | 1                   | 0                   | 29    | 2     | 3     |
| 2018-2019             | KVC Westerlo             | Division 1B           | 4           | 0           | 1           | -               | -               | -               | -                 | -                 | -                 | -                              | -                              | -                              | -                              | PO2                 | 10                  | 3                   | 0                   | 14    | 3     | 1     |
| 2019-2020             | KVC Westerlo             | Division 1B           | 28          | 10          | 4           | 2               | 0               | 0               | -                 | -                 | -                 | -                              | -                              | -                              | -                              | -                   | -                   | -                   | -                   | 30    | 10    | 4     |
| 2020-2021             | KVC Westerlo             | Division 1B           | 12          | 2           | 7           | 1               | 0               | 0               | -                 | -                 | -                 | -                              | -                              | -                              | -                              | -                   | -                   | -                   | -                   | 13    | 2     | 7     |
| Sous-total            | Sous-total               | Sous-total            | 44          | 12          | 12          | 3               | 0               | 0               | -                 | -                 | -                 | -                              | -                              | -                              | -                              | -                   | 10                  | 3                   | 0                   | 57    | 15    | 12    |
| 2020-2021             | Saint-Trond VV           | Division 1A           | 14          | 1           | 2           | 1               | 0               | 0               | -                 | -                 | -                 | -                              | -                              | -                              | -                              | -                   | -                   | -                   | -                   | 15    | 1     | 2     |
| 2021-2022             | Saint-Trond VV           | Division 1A           | 33          | 7           | 6           | 1               | 0               | 0               | -                 | -                 | -                 | -                              | -                              | -                              | -                              | -                   | -                   | -                   | -                   | 34    | 7     | 6     |
| 2022-2023             | Saint-Trond VV           | Division 1A           | 18          | 1           | 3           | 1               | 1               | 0               | -                 | -                 | -                 | -                              | -                              | -                              | -                              | -                   | -                   | -                   | -                   | 19    | 2     | 3     |
| Sous-total            | Sous-total               | Sous-total            | 65          | 9           | 11          | 3               | 1               | 0               | -                 | -                 | -                 | -                              | -                              | -                              | -                              | -                   | -                   | -                   | -                   | 68    | 10    | 11    |
| 2022-2023             | SV Zulte Waregem         | Division 1A           | 15          | 0           | 2           | 2               | 0               | 0               | -                 | -                 | -                 | -                              | -                              | -                              | -                              | -                   | -                   | -                   | -                   | 17    | 0     | 2     |
| 2023-2024             | SV Zulte Waregem         | Division 1B           | 25          | 1           | 2           | 3               | 1               | 0               | -                 | -                 | -                 | -                              | -                              | -                              | -                              | PO                  | 2                   | 0                   | 0                   | 30    | 2     | 2     |
| Sous-total            | Sous-total               | Sous-total            | 40          | 1           | 4           | 5               | 1               | 0               | -                 | -                 | -                 | -                              | -                              | -                              | -                              | -                   | 2                   | 0                   | 0                   | 47    | 2     | 4     |
| 2024-2025             | SK Beveren               | Division 1B           | 13          | 1           | 2           | -               | -               | -               | -                 | -                 | -                 | -                              | -                              | -                              | -                              | PO                  | 2                   | 0                   | 0                   | 15    | 1     | 2     |
| Total sur la carrière | Total sur la carrière    | Total sur la carrière | 454         | 46          | 84          | 40              | 5               | 5               | 2                 | 0                 | 1                 | -                              | 8                              | 1                              | 3                              | -                   | 61                  | 10                  | 8                   | 565   | 62    | 101   |

## Palmarès

### En club
|  |  | KVC Westerlo - Coupe de Belgique : - Finaliste : 2011 |